# Hvala
Hvala je priimek v Sloveniji, ki ga je po podatkih Statističnega urada Republike Slovenije na dan 1. januarja 2010 uporabljalo 742 oseb.

## Znani nosilci priimka
- Alfred Hvala (1907—1977), planinski in turistični delavec
- Asta Hvala (*1943), medicinka patologinja
- Beno Hvala (1932—2012), televizijski režiser (športnih dogodkov) in producent
- Bogomil Hvala (1908—?), tigrovec
- Bojan Hvala (*1961), matematik
- Franc Hvala (1909—2005), publicist
- Ivan Hvala (*1930), politolog, urednik Teorije in prakse
- Jaka Hvala (*1993), smučarski skakalec
- Janja Hvala, pevka sopranistka
- Just Hvala (1893—1962), slikar
- Katja Hvala, gimnazijska profesorica in ravnateljica (Vič)
- Klemen Hvala (*1967), violončelist, glasbeni menedžer
- Renata Hvala (*1961), kulturna delavka, domoznanka (Vojsko)
- Rok Hvala (*1994), filmski ustvarjalec
- Sergej Hvala – »Sneti« (*1973), publicist
- Tea Hvala, literatka
- Ula Hvala, kolesarka
- Urban Hvala (*1996), dvoranski nogometaš